# Come non detto
Come non detto è un film italiano del 2012 diretto da Ivan Silvestrini.

## Trama
Mattia, giovane romano, è omosessuale, ed è fidanzato con lo spagnolo Eduard; tiene nascosto il suo orientamento ai genitori, temendo la loro incomprensione, e lo rivela solamente agli amici.
Per vivere appieno la sua vita, decide di trasferirsi in Spagna, per convivere con il fidanzato Eduard, il quale, diversamente da Mattia, vive la propria omosessualità liberamente e manifestamente, ma tutte le bugie che Mattia racconta quotidianamente ai genitori e al fidanzato sono destinate a crollare quando Eduard gli annuncia il proprio arrivo a Roma per conoscere i "suoceri".
Mattia si trova quindi davanti a due scelte difficili: da una parte, confessare tutto ai genitori; dall'altra, dire al fidanzato di non essere un gay "dichiarato", come gli ha sempre fatto credere.

## Colonna sonora
Tema principale del film è il singolo Come non detto interpretato da Syria in collaborazione con il rapper Ghemon.

## Distribuzione
Il film è stato distribuito nelle sale cinematografiche italiane il 7 settembre 2012 da Moviemax.